# Bernhard Hirche
Bernhard Hirche (* 17. Juli 1946 in Hengersberg) ist ein deutscher Architekt. Sein Bürositz ist Hamburg.

## Lebenslauf
Bernhard Hirches Familie stammt aus Schlesien und war gegen Ende des Zweiten Weltkriegs nach Niederbayern geflüchtet. In den 1950er Jahren zog die Familie nach Hamburg weiter. Sein Vater Werner Hirche wurde Haupt- und Realschullehrer an der Hamburger Schule Holstenwall 14/15. Nach dem Abitur nahm Hirche 1967 ein Architekturstudium an der TU Braunschweig auf. Die dortige, als „Braunschweiger Schule“ bekannt gewordene Architekturlehre prägte ihn nachhaltig. Auch nach dem Diplom 1973 blieb er der Braunschweiger Schule verbunden und arbeitete zunächst als Architekt im Büro von Friedrich Wilhelm Kraemer, bevor er von 1975 bis 1980 als Assistent am Lehrstuhl von Dieter Oesterlen tätig war.
Nach Gewinn des Wettbewerbs um den Wiederaufbau der Apostelkirche in Hamburg-Eimsbüttel eröffnete Bernhard Hirche ein eigenes Architekturbüro und zog wieder nach Hamburg. Aufgrund seiner Erfahrungen im Kirchenbau und der Denkmalpflege war er 1986–2004 Mitglied im Bauausschuss der nordelbischen Kirche sowie 1991–1998 im Hamburger Denkmalrat. Seit 1991 ist Hirche als Professor an der Fachhochschule Hamburg tätig, die 2001 in Hochschule für Angewandte Wissenschaften umbenannt wurde. Nach Überführung der dortigen Architekturlehre in die neu gegründete HafenCity Universität zu Beginn des Jahres 2006 ist Hirche seitdem HCU-Professor.

## Architektur
In seiner weitgefächerten Tätigkeit hat Bernhard Hirche zahlreiche Projekte vom Einfamilienhaus bis zu städtebaulichen Aufgaben realisiert und beschäftigt sich ebenso mit denkmalpflegerischen Arbeiten wie mit dem Entwurf von Kirchenorgeln. Einen besonderen Schwerpunkt seiner Arbeit bildet das Bauen im Bestand. Zahlreiche von Hirches Bauten zeichnen sich durch die entwurfliche Auseinandersetzung mit der vorhandenen Bausubstanz aus. Gemäß dem von seinem Lehrer Dieter Oesterlen geprägten Motto eines gebundenen Kontrasts respektiert Bernhard Hirche den architektonischen Duktus des baulichen Bestands, den er jedoch mit modernen Entwurfslösungen reflektiert.
Diese Entwurfshaltung kommt speziell im Kirchenbau zum Tragen, der ein langjähriges Tätigkeitsfeld von Bernhard Hirche darstellt. Schon bei seinem ersten Kirchenbau, dem Wiederaufbau der 1977 abgebrannten Hamburger Apostelkirche, nutzte Hirche die vorgefundenen Möglichkeiten zu einer funktionalen Neuorganisation des Gebäudes und integrierte in zwei Ebenen ein neu geschaffenes Gemeindezentrum und darüber einen räumlich konzentrierten Kirchensaal innerhalb der Raumhülle des neogotischen Ursprungsbaus. An zahlreichen weiteren Kirchenbauten wie der Hamburger Bugenhagenkirche, der Stuttgarter Stiftskirche oder der Lambertikirche in Oldenburg demonstriert Hirche seine Sensibilität für den Bestand, den er mit selbstbewusst modernen Lösungen kontrastiert.

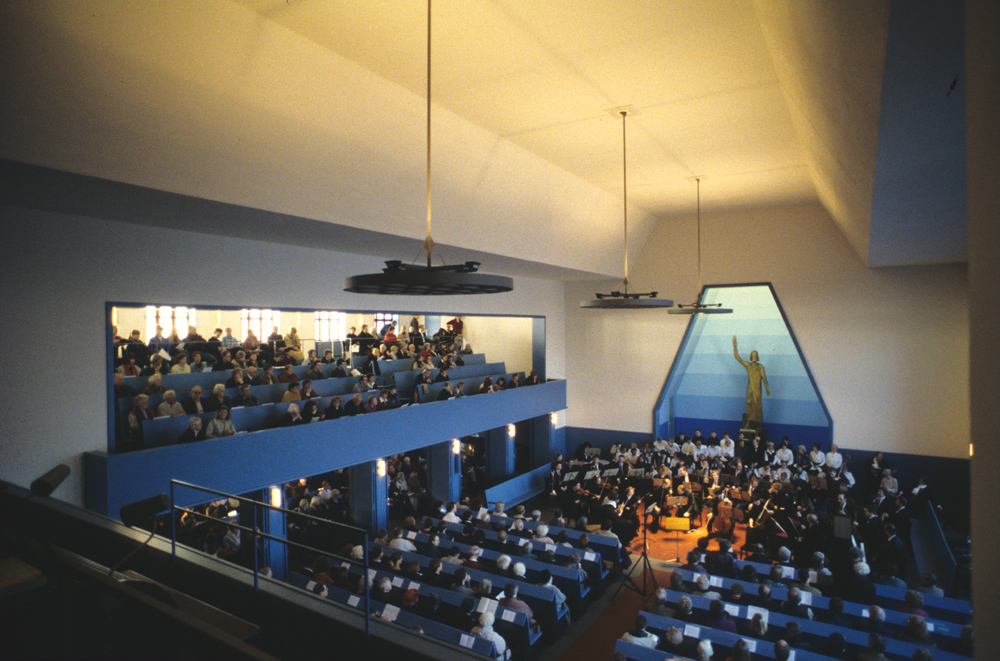
Umbau der Bugenhagenkirche Hamburg (1996–98), Innenraum
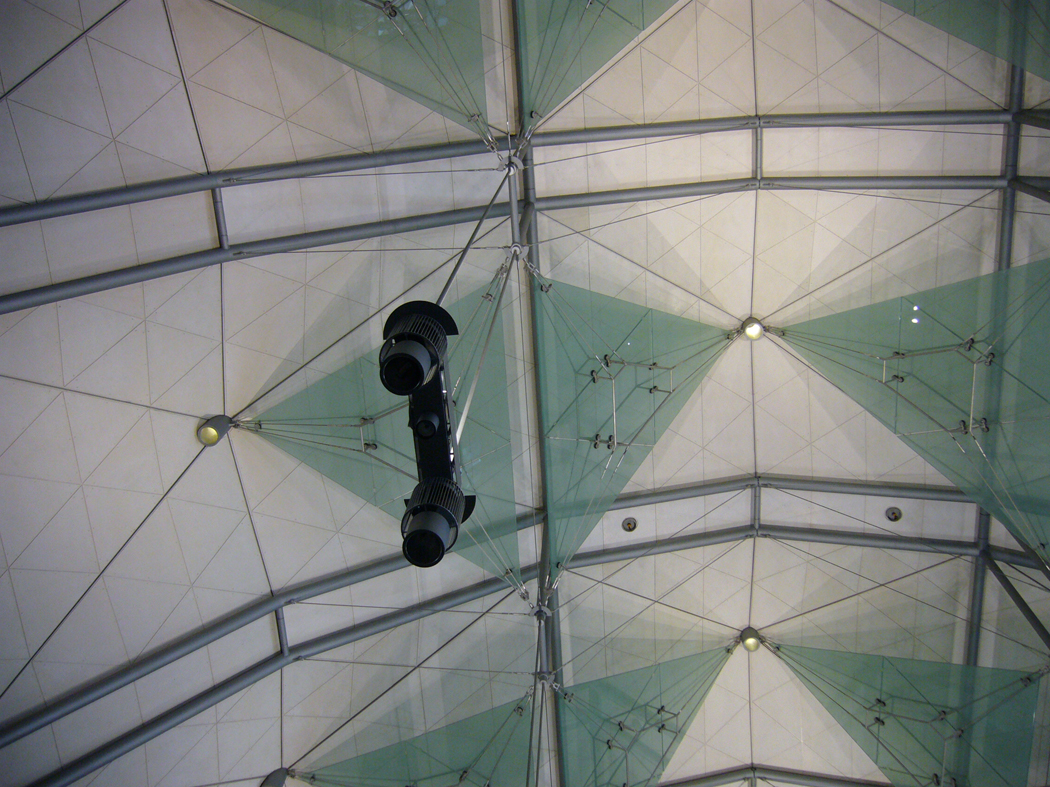
Umbau der Stiftskirche Stuttgart (1999–2003), neue Deckenkonstruktion
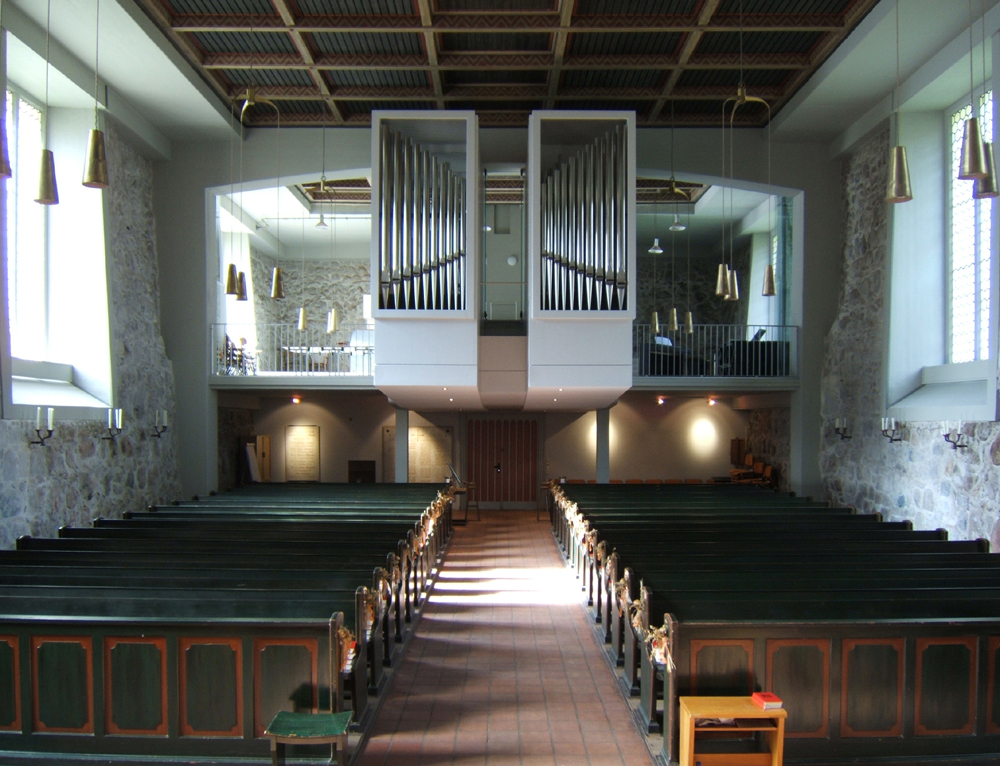
Umbau der Friedenskirche Siek (2005–06), Orgelneubau

## Werke (Auswahl)
- Apostelkirche, Hamburg-Eimsbüttel 1980–82, Wiederaufbau und Umgestaltung
- Landeszentralbank, Lüneburg 1984–87
- Verwaltungsgebäude Fachspedition Hoyer, Hamburg-Hamm 1985–87
- Mahnmal Joseph-Carlebach-Platz, Hamburg-Eimsbüttel 1987–88
- Stadtzentrum Taunusstein-Mitte, Bürgerhaus "Taunus", Kirchenzentrum St. Johannes Nepomuk, Taunusstein 1987–91
- Bildungszentrum Reinfeld, Reinfeld 1994–96
- Bugenhagenkirche, Hamburg-Barmbek 1996–98, Sanierung und Umgestaltung
- Evangelisches Kirchenzentrum Kronsberg, Hannover 1998–2000
- Evangelische Lutherkirche, Dortmund, Borsigplatzviertel, Kirche und Gemeindezentrum im alten Gebäude aus dem Jahre 1963, Fertigstellung 2003
- Stiftskirche, Stuttgart 1999–2004, Sanierung, Umgestaltung und Orgelneubau
- Friedenskirche, Siek 2005–06, Umbau und Orgelneubau
- Lübecker Dom (Projekt), Lübeck, Orgelneubau
- Museum Johannes Reuchlin, Pforzheim 2006–08
- Lambertikirche, Oldenburg 2007–09, Sanierung und Umgestaltung

## Auszeichnungen
- 1988 BDA-Preis Niedersachsen, Anerkennung für die Landeszentralbank Lüneburg
- 1989 Auszeichnung vorbildlicher Bauten in Hamburg, für den Joseph-Carlebach-Platz
- 1991 AIV-Preis Hamburg – Bauwerk des Jahres 1990, für die Kirche am Rockenhof
- 1996 BDA Hamburg Architektur Preis, Lobende Erwähnung für das Haus Buck
- 1997 BDA Schleswig-Holstein Architektur Preis, 3. Preisrang für den Kindergarten Trittau
- 1999 BDA Hamburg Architektur Preis, 2. Preis für die Bugenhagenkirche
- 1999 BDA Schleswig-Holstein Architektur Preis, 1. Preis für das Bildungszentrum Reinfeld
- 2002 BDA Hamburg Architektur Preis, 3. Preis für das Bürohaus GFA-Holfing
- 2003 BDA Niedersachsen Architektur Preis, Anerkennung für das Kirchenzentrum Hannover-Kronsberg
- 2003 Architektur Preis Einfamilienhäuser der Reiners-Stiftung, Auszeichnung für das Haus Iversen
- 2004 BDA Dortmund Architektur Preis, Anerkennung für die Luther-Kirche